# Батуу
Батуу (кирг. Батуу) — село в Ноокатском районе Ошской области Кыргызстана. Входит в состав Кенешского айылного аймака.

## География
Село расположено в западной части области, на расстоянии приблизительно 8 километров (по прямой) к юго-востоку от города Ноокат, административного центра района.

## История
Населённый пункт получил статус села согласно Закону Кыргызской Республики "Об отнесении некоторых населённых пунктов Баткенской, Джалал-Абадской, Нарынской и Ошской областей Кыргызской Республики к категории айыла (села)" от 21 апреля 2020 года.

## Население
Согласно оценочным данным Национального статистического комитета Кыргызской Республики, численность населения села на начало 2023 года составляла 1707 человек.
| год     | 2021 | 2023 |
| ------- | ---- | ---- |
| человек | 1660 | 1707 |